# Archosargus pourtalesii
Archosargus pourtalesii — вид окунеподібних риб родини Спарових. Вид зустрічається на сході Тихого океану, він є ендеміком Галапагоських островів на глибині до 30 м.

## Опис
Риба завдовжки сягає до 35,6 см.